# قانون المراغي (مسلسل)
قصة المسلسل محامى شهير يدعى «هشام المراغى» وهو محامى انتهازي يقبل كل القضايا المعروضة عليه بغض النظر عما إن كان صاحبها بريئا بالفعل أم مدان، وتتناول الأحداث علاقته بزملائه وبزوجته المحامية التي تتصدى للظلم وتدافع عن المظلومين مما يخلق تصادم بينهما، مع تعرضهما للعديد من المشاكل الشخصية التي تتحول إلى قضية رأى عام. [بحاجة لمصدر]